# Semi-urbain
On dit d’un milieu qu’il est semi-urbain s’il se présente sous forme de ville semi-développée ou partie d’une unité majeure où les infrastructures principales et de services sont très peu présents.
Les milieux semi-urbains sont souvent appelés des milieux péri-urbains et se trouvent essentiellement à la proximité ou sous l’influence de noyaux urbains. Ces milieux se sont urbanisés tout en gardant certaines activités et caractéristiques rurales. Ils sont donc à mi-chemin entre des milieux urbains et ruraux.
Les deux concepts les plus utilisés pour décrire les milieux semi-urbains sont « marginal » (fringe) et  « étalement » (sprawl).
Bien  que la sémantique soit peu explicite, les deux termes soulignent fondamentalement les différentes expressions spatiales de l’expansion urbaine. La marginalité implique une zone extérieure de l’expansion urbaine qui rayonne à l’extérieur des zones urbaines centrales. L’étalement implique davantage l’émergence de conditions urbaines réparties dans l’espace et est moins dépendante des zones centrales. Étant défini en tant que sujet de durabilité, le semi-urbain est sujet d’étude dans les disciplines des sciences environnementales, sociales et économiques.

## Conditions du semi-urbain
On distingue à travers la littérature deux groupes distincts apportant chacun une explication différente sur les conditions du semi-urbain.
La catégorie descriptive est celle qui tente principalement d’élaborer des cadres d’analyse sous l’un des postes suivants : la fracture entre l’urbain et le rural, en marge de la ville (fringe).
Le deuxième groupe correspond aux catégories de développement et de stratégie pour le développement durable, y compris les cités-jardins, le nouvel urbanisme, l’urbanisme du paysage, l’agriculture urbaine, la néro-ruralité et l’écopolis. Dans de rares cas, les phénomènes sont abordés à partir d’une référence rurale plus explicite.
Gonzalez-Abraham et al. (2007) écrivent « l'étalement rural » (i.e. le tissu urbain « tentaculaire » dans le milieu rural utilise le terme de matrice) et Friedberger (2000) mentionne la « banlieue rurale » comme étant sous la pression de l'expansion urbaine. Lors de la description de la région métropolitaine de Phoenix (Arizona), Gober et Burns (2002) définissent une « zone extérieure rurale » et ils intègrent ainsi cette région encore essentiellement agricole à l'intérieur d'un contexte plus large, surtout urbain.
La complexité inhérente aux zones semi-urbaines met la dualité traditionnelle des zones rurales ou urbaines en question. Pour lui donner un peu d'ordre analytique, Gulinck suggère les distinctions entre les fonctions scellées contre non-scellées, ouvertes ou fermées, urbaines et industrielles ou rurales et naturelles. Ce problème est confirmé par Tacoli (1998), qui stipule que les taux élevés d'échecs dans les stratégies de développement sont souvent dus à un manque de reconnaissance de la complexité des interactions rurales-urbaines qui impliquent les dimensions spatiales ainsi que celles sectorielles

## Densité de la population
Une distinction est faite entre la population résidente d'une zone donnée, qui se compose de personnes qui vivent habituellement dans ce domaine, et la population réelle, qui est constituée de personnes se situant dans la zone durant la journée, c’est-à-dire les résidents et les personnes de passage. Les deux méthodes de dénombrement donneront des résultats différents même pour le pays dans son ensemble. L'endroit où vit une personne est appelé le lieu de résidence.
Dans de nombreux pays, une zone rurale est définie comme une circonscription administrative dans laquelle la taille de la population est en dessous d'un certain niveau (souvent considéré comme un seuil de 2 000 habitants). Les autres régions sont appelées des zones urbaines. La population rurale est la population vivant dans les zones rurales, la population urbaine correspond aux personnes qui vivent dans les zones urbaines. Les critères d'attribution de la population aux zones particulières du secteur rural ou urbain diffèrent dans les divers pays. Certaines définitions de la population rurale et urbaine peuvent conduire à distinguer une catégorie intermédiaire dénommée la population semi-urbaine.
La densité de la population est un indice montrant la relation entre la population et la zone dans laquelle elle vit. L'indice de densité simple est obtenu en divisant la population totale par la superficie du territoire et est généralement exprimée par le nombre de personnes par kilomètre carré.

## Unités urbaines
Les villes d’Europe, qui pour la plupart ont une histoire commune, se sont développées selon un modèle de croissance concentrique à partir d’un centre ancien. Il existe deux approches complémentaires pour définir les définitions du terme d’agglomérations, l’une s’attache aux relations économiques entre le noyau urbain et son environnement, et définit des « sphères d’influence » des villes. L’autre concerne davantage la définition du terme de milieu urbain, par rapport à la densité du bâti. Elle délimite ainsi des unités urbaines elles-mêmes susceptibles de se regrouper en conurbations (ou agglomérations multipolaires). Autrement dit, l’unité urbaine résulte d’un ajustement d’aires sur les limites des circonscriptions administratives. Ces tailles varient énormément en fonction des pays. En France, les unités urbaines sont des zones géographiques définies par des communes entières.

## Paysages semi-urbains
Dans un premier groupe d'articles, les paysages semi-urbains sont vus à travers un fort biais urbain. Allen et Davila définissent une interface péri-urbaine : une mosaïque d'écosystèmes agricoles et urbaines, sujette à des changements rapides avec une grande mixité sociale et avec des caractéristiques distinctives clairement mesurables ,. 
Bourne (1996) décrit une évolution vers l’« exurbia », un paysage semi-urbain au-delà de la banlieue : les banlieues deviennent des villes de pointe et elles deviennent des « superburbs », un phénomène souvent étudié aux États-Unis. Bourne affirme également qu'il n'y a pas de frontières claires entre la banlieue et cette exurbia qui contient les villes de pointe et semi-agricoles, c’est-à-dire les paysages semi-urbains. Yang et Lay (2004) voient ces paysages sous des pressions d'urbanisation, littéralement nourris par les villes qui les renferment comme zone péri-urbaine. Dans les zones densément peuplées avec de vastes réseaux de villes et de communes, le paysage semi-urbain lui-même est entouré par le tissu urbain, et est donc « nourri » par plusieurs sources. Wolman et al. (2005) proposent le concept des zones urbaines étendues, en fonction de la densité de logement et les tendances de navettage.

## Impact écologique
Les impacts écologiques des zones semi-urbaines sont couramment étudiés. En effet, ces formes de la dynamique d'occupation des sols peuvent avoir de grandes répercussions sur la disponibilité de la biomasse, la biodiversité, la qualité des sols, l'hydrologie, la structure du paysage et de sa conservation, la fragmentation de l'habitat et sur de nombreux autres sujets.
Dans un contexte écologique du paysage, un paysage peut être identifiée comme une zone semi-urbaine :
- Lorsque sa couverture des terrains est composée d'un haut degré suffisant, mais pas exclusivement, l'utilisation des terres artificielles avec une couverture terrestre principalement urbaine qui peut être classée comme surface étanche (infrastructures pour les transports, bâtiments et autres tissus urbains bâties);
- Lorsque sa couverture de terrain se compose également d'un degré suffisant, mais pas exclusivement, de structures vertes, totalement ou partiellement de nature artificielle, qui peut accompagner des structures intégrées ou avoir une fonction sociale ou écologique spécifique dans un contexte urbain, comme les parcs, les accotements routiers, les jardins;
- Quand il est clairement possible de mesurer que l'utilisation des terres est située dans une certaine dynamique, que ce soit à cause d'une pression de facteurs provenant d'autres paysages environnants (croissance de la population ou d'un mouvement, par exemple) ou une pression créée par l’utilisation de la terre (par exemple, un développement de l'infrastructure routière plus intense en raison d'un degré plus élevé de déplacements);
- Quand il peut également être prouvé, en utilisant éventuellement un paysage de référence, que le domaine d'étude n'est ni un cœur urbain « pure » (village, ville, commune), ni une « pure » terre agricole, ni une « pure » zone naturelle[10].